# Gustave Bloch
Gustave Bloch (Fegersheim, 21 luglio 1848 – Bourron-Marlotte, 3 dicembre 1923) è stato uno storico francese.
Fu padre del medievista Marc Bloch (1886-1944).

## Biografia
Di famiglia ebraica, crebbe a Strasburgo, figlio del direttore della locale scuola israelitica e nipote del rabbino.
Compì i primi studi al liceo cittadino quindi a Parigi, al Lycée impérial Bonaparte dove ebbe per compagno l'erudito e linguista James Darmesteter.
In seguito alla guerra franco-prussiana (si trovava a Strasburgo durante l'assedio e prestò servizio nel corpo antincendio), decise di lasciare l'Alsazia annessa dalla Prussia per conservare la cittadinanza francese. Nel 1868 entrò all'École normale supérieure, e giunse primo al concorso per professori di Lettere nel 1872.
Nel 1873 partì per Roma, ammesso al primo corso della recentemente creata sezione locale dell'École française d'Athènes (sezione destinata di lì a breve a diventare autonoma col nome di École française de Rome); soggiornò poi brevemente ad Atene, avendo all'epoca compagni di studi come Louis Duchesne, Maxime Collignon, Charles Bayet, Jean Clédat e Théophile Homolle.
Al rientro in Francia insegnò retorica al liceo di Besançon e antichità greche e romane all'Università di Lione, prima come lettore (dal 1876) e, sostenuta nel 1883 all'Università di Parigi la tesi di dottorato, come professore. 
Nel 1888 ottenne la cattedra di Storia antica all'École normale supérieure, e quando questa venne accorpata dall'Università di Parigi, nel 1904, Gustave ebbe alla Sorbona una cattedra che resse fino alla pensione, nel 1919.
Gustave Bloch fu il padre dello storico del Medioevo Marc Bloch; sulla formazione culturale del figlio Gustave esercitò un ruolo determinante: seguace delle idee di Fustel de Coulanges, affiancava erudizione, disciplina ed immaginazione invocando l'uso comparato delle varie fonti per pervenire ad una ricostruzione quanto più possibile accurata del passato.
Nel clima di fervente patriottismo della Terza Repubblica, Gustave divenne membro della Ligue pour le droits de l'homme, organizzazione politica che mirava alla riabilitazione di Alfred Dreyfus, vittima del famoso Affaire; durante la prima guerra mondiale si unì alla Ligue civique.
Morì quattro anni dopo essersi ritirato a vita privata, nella sua casa di campagna di Marlotte, nei pressi di Parigi.

## Scritti
- Les origines du Sénat romain. Recherches sur la formation et la dissolution du Sénat patricien, Parigi, Thorin, 1883.
- Les origines, la Gaule indépendante et la Gaule romaine, Parigi, Hachette, 1900 (voll. 1-2 dell'Histoire de France des origines à la Révolution, a cura di Ernest Lavisse).
- La République romaine. Les conflits politiques et sociaux, Parigi, Flammarion, 1913.
- L'Empire romain. Évolution et décadence, Parigi, Flammarion, 1922.